# 1946 Вальравен
1946 Вальравен (1946 Walraven) — астероїд головного поясу, відкритий 8 серпня 1931 року.
Тіссеранів параметр щодо Юпітера — 3,546.